# Hans Habietinek
Hans Habietinek, fälschlicherweise auch Hans Habietineg, (* 10. Mai 1906 in Wien; † 4. Februar 1992 in Reichenau an der Rax) war ein österreichischer Bassist, Film- und Theaterschauspieler.

## Leben
Habietinek war der Sohn des Richters und späteren Rechtsanwalts Friedrich Habietinek (1873–1951), einem Sohn des Juristen und kurzzeitigen Justizministers Karl Habietinek. Seine Mutter Maria Habietinek (1881–1945) wurde in den letzten Kriegstagen als Regimegegnerin durch die Nationalsozialisten ermordet.
Er schloss ein wissenschaftliches Studium (Jus) ab und promovierte anschließend.
Zwischen 1942 und 1944 war er am Landestheater Linz und von 1946 bis 1950 an der Wiener Volksoper tätig. Bei den Bayreuther Festspielen gehörte er am 24. Juli 1956 in der Rolle des Hermann Ortel zu Premierenbesetzung Die Meistersinger von Nürnberg.

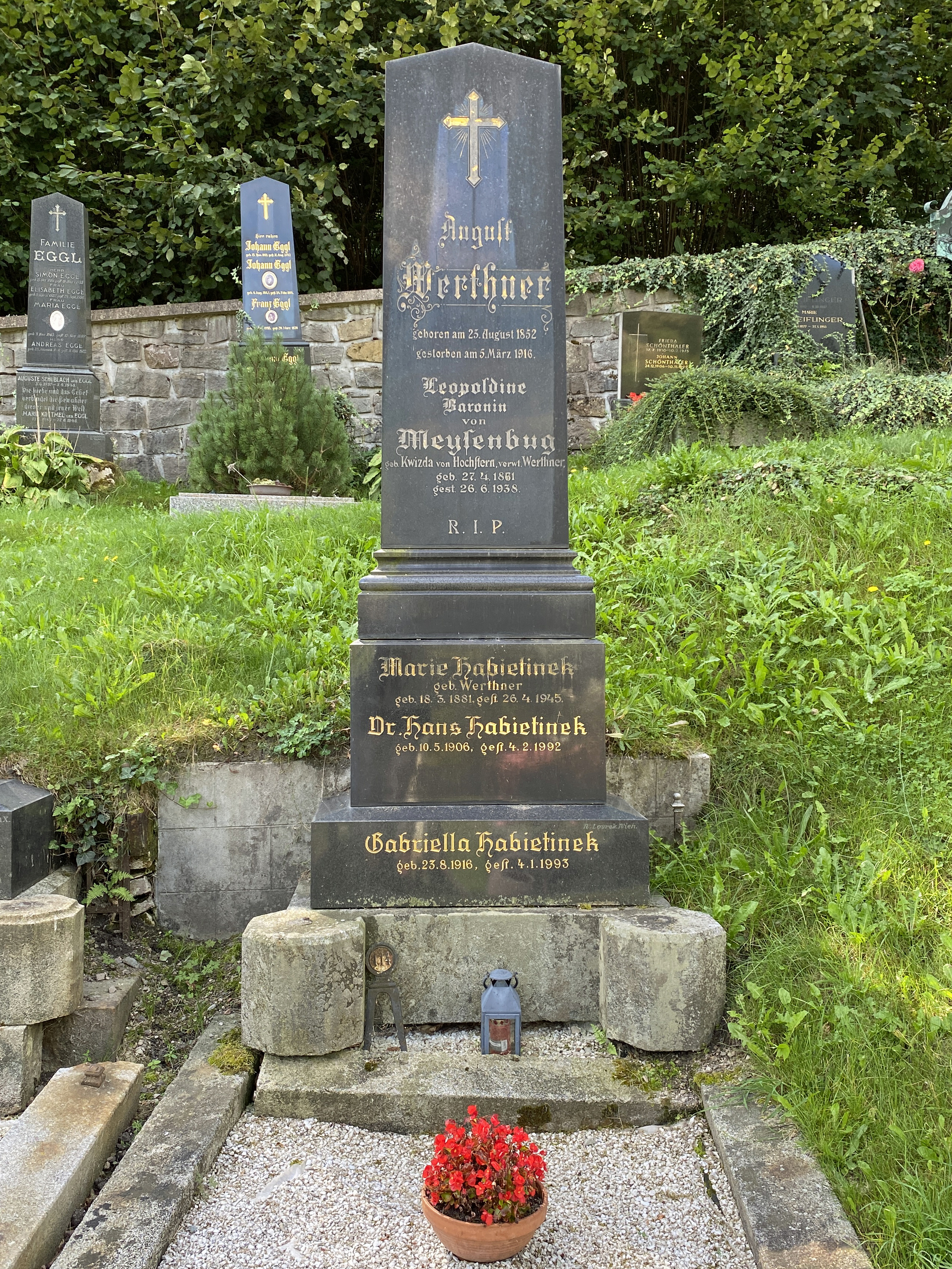
Grab von Hans Habietinek auf dem Friedhof in Prein an der Rax

Er war mit der Sopranistin Gabriella Lupancea verheiratet.

## Filmographie
- 1962: Waldrausch
- 1962: Hochzeitsnacht im Paradies
- 1962: Mariandls Heimkehr
- 1962: Trompeten der Liebe
- 1962: Die Försterchristel
- 1963: Der Bockerer (TV)
- 1963: Alles gerettet (TV)
- 1963: Charleys Tante
- 1963: Oberinspektor Marek (Fernsehserie, 1 Folge)
- 1964: Schwejks Flegeljahre
- 1964: Die königliche Straße (TV)
- 1964: Hilfe, meine Braut klaut
- 1965: Leinen aus Irland (TV)
- 1965: An der Donau, wenn der Wein blüht
- 1966: Der Fall Auer/Ranneth – Unschuldig hinter Gittern (TV)
- 1966: Maigret und sein größter Fall
- 1966: Wolken über Kaprun (Fernsehserie, 6 Folgen)
- 1969: Die Geschichte der 1002. Nacht (TV)
- 1970: Der alte Richter (Fernsehserie, 1 Folge)
- 1970: Passion eines Politikers (TV)
- 1971: Der Kurier der Kaiserin (Fernsehserie, 1 Folge)
- 1971: Theodor Kardinal Innitzer (TV)
- 1972: Die Abenteuer des braven Soldaten Schwejk (Fernsehserie, 1 Folge)
- 1976: Kim & Co. (Fernsehserie, 1 Folge)
- 1978: Tod im November (TV)